# Z 13 Erich Koellner
Z 13 Erich Koellner war ein Zerstörer der Klasse 1934 A der deutschen Kriegsmarine. Das schwer beschädigte Boot wurde vor Narvik von der eigenen Besatzung gesprengt.
Benannt wurde der Zerstörer nach dem Kapitänleutnant Erich Koellner der Kaiserlichen Marine, der am 20. April 1918 als Chef der 8. Minensuchhalbflottille beim Untergang seines Führerboots M 64 in der Nordsee ums Leben kam.

## Baugeschichte
Die Erich Koellner war eines der insgesamt zwölf Boote des im Januar 1935 bestellten Typs 1934 A und hatte eine Länge von 119 m über alles und von 116 m in der Wasserlinie. Sie war bis zu 11,3 m breit und hatte ein Höchsttiefgang von 4,23 m. Die Standardverdrängung betrug 2260 t und von 3190 t bei voller Ausrüstung. Die Blohm & Voss-Turbinen hatten eine Höchstleistung von 70.000 PS, die dem Boot eine Höchstgeschwindigkeit von 36 Knoten (kn) gaben. Die Dampferzeugung für die Turbinen erfolgte in sechs Hochdruckkesseln vom System Benson. Wie die anderen Boote der Klasse konnte sie bis zu 752 t Treiböl fassen, die ihre eine Reichweite von 4400 Seemeilen (sm) bei 19 kn geben sollten. Aber die Boote der Klasse erwiesen sich als topplastig im Dienst, und 30 % des Treibstoffes mussten ungenutzt bleiben, um als notwendiger Ballast zu dienen. Dies reduzierte die nutzbare Reichweite auf 1825 sm bei 19 kn.
Bewaffnet war die Erich Koellner mit fünf 12,7-cm SK C/34 in Einzelaufstellung mit Schutzschilden, von denen je zwei übereinander auf der Back und auf dem Achterschiff angeordnet waren. Das fünfte Geschütz stand auf dem hinteren Deckshaus. Die Flugzeugabwehrbewaffnung bestand aus vier 3,7-cm SK C/30 in Zwillingslafetten neben dem hinteren Schornstein und sechs 2-cm-Flak C/30 in Einzellafetten. Die Torpedobewaffnung bestand aus acht 53,3-cm-Torpedorohren in zwei schwenkbaren Vierlingssätzen. Vier Wasserbombenwerfer standen neben dem hinteren Deckshaus. Dazu gab es sechs Halterungen für Wasserbomben im Heckbereich. Damit konnte der Zerstörer Salvenwürfe von bis zu 16 Wasserbomben werfen. Der Vorrat an Wasserbomben konnte bis zu 64 betragen. Außerdem hatte das Boot auf dem hinteren Deck Schienen für den Transport von bis zu 60 Minen.
Die Kiellegung des Bootes erfolgte am 12. Oktober 1935 auf der Germaniawerft in Kiel mit der Baunummer 539. Taufe und Stapellauf der Erich Koellner fanden am 12. Oktober 1937 statt, aber erst am 28. August 1939 wurde sie als letztes Boot der Klasse in Dienst gestellt.

## Einsatzgeschichte
Die Erich Koellner wurde bei Indienststellung der 4. Zerstörerflottille zugeteilt, stand allerdings nach Probefahrten erst zum Jahresende tatsächlich zur Verfügung. Ihr erster Einsatz erfolgte am 11./12. Januar 1940 unter dem Flottillenchef, Fregattenkapitän Erich Bey, mit den Schwesterbooten Bruno Heinemann und Wolfgang Zenker vor Cromer. Auf der dort gelegten Minensperre gingen drei Schiffe mit insgesamt 11.153 BRT verloren. Der zweite Einsatz am 17./18. Januar musste bei Sturm und hohem Seegang abgebrochen werden. Der starke Eisgang in der Deutschen Bucht erlaubte erst am 9./10. Februar einen weiteren Einsatz im selben Gebiet bei den Haisborough Sands. Auf den dort verlegten 157 Minen gingen ebenfalls drei Schiffe mit 11.885 BRT verloren. Am 19./20. Februar gehörte das Boot zu den Sicherungskräften, die die von einem erfolglosen Vorstoß zurückkehrenden Schlachtschiffe Gneisenau und Scharnhorst in der Nordsee aufnahmen.
Am 22./23. Februar 1940 kam die Erich Koellner im Verband des F.d.Z., Kommodore Bonte, mit fünf anderen Zerstörern beim Unternehmen Wikinger gegen britische Fischdampfer in der Nordsee zum Einsatz. Irrtümlich griff eine Heinkel He 111 der II./KG 26 die auslaufenden Zerstörer an und erzielte auf der Leberecht Maass drei Bombentreffer. Bei Ausweichmanövern gerieten die Leberecht Maass und die Max Schultz dann in eine britische Minensperre und sanken nach Minentreffern. Die Erich Koellner lief zum Wrack der Leberecht Maass, um Schiffbrüchige zu übernehmen. Da ein U-Boot-Angriff vermutet wurde, nahm die Erich Koellner wieder Fahrt auf; dabei kenterte ein am Backbord-Schraubenschutz festgemachtes Rettungsboot mit den darin befindlichen Schiffbrüchigen, die allesamt in die See stürzten und ertranken. Als die Erich Koellner beim Wrack der Max Schultz eintraf, erfolgte erneut U-Boot-Alarm, worauf der Zerstörer auf das vermeintliche U-Boot zulief. Die Erich Koellner konnte 24 Schiffbrüchige retten und verlor einen Mann bei den Rettungsmanövern. Insgesamt konnten nur 60 Mann der Leberecht Maass gerettet werden, während den Untergang der Max Schultz niemand überlebte. Insgesamt verloren 578 Mann ihr Leben.
Für die Besetzung Norwegens wurde die Erich Koellner der Kriegsschiffgruppe 1 zugeteilt, die das Gebirgsjägerregiment 139 und den Stab der 3. Gebirgs-Division unter Generalmajor Dietl zur Besetzung des norwegischen Erzhafens Narvik in den Norden Norwegens transportieren sollte. Die Gruppe, unter dem Befehl von Kommodore Bonte, bestand aus zehn Zerstörern: neben der Erich Koellner noch Wilhelm Heidkamp, Hermann Künne, Hans Lüdemann, Diether von Roeder, Anton Schmitt, Bernd von Arnim, Erich Giese, Georg Thiele und Wolfgang Zenker. Alle zehn gingen in der Schlacht um Narvik verloren.

### Das Ende bei Narvik

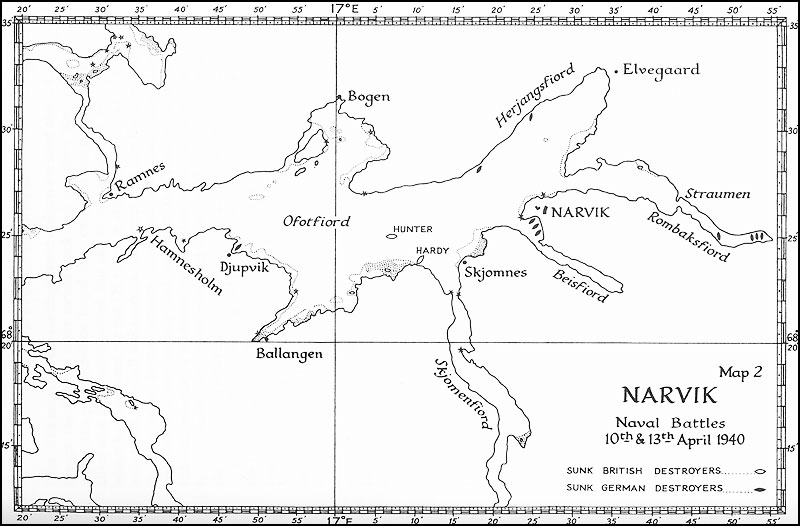
Britische Karte des Ofotfjords mit der Lage der Schiffswracks

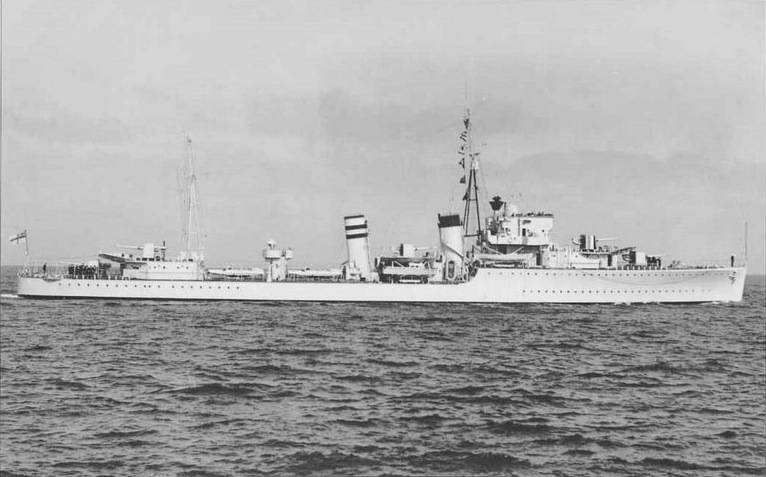
Der Flottillenführer HMS Hardy

Die Zerstörer übernahmen die Heerestruppen ab dem 6. April und liefen am 7. April nach Norwegen aus. Die Erich Koellner erlitt, wie die meisten Zerstörer, unterwegs schwere Sturmschäden. Ein Mann ging über Bord und zwei weitere wurden schwer verletzt. Als die Zerstörer am frühen Morgen des 9. April westlich von Narvik den Eingang des Ofotfjords erreichten, erhielten die drei Zerstörer der 4. Zerstörerflottille unter Fregattenkapitän Erich Bey den Befehl, ihre Truppen am Ende des Herjangsfjords, einem nördlichen Seitenarm des Ofotfjords, zu landen, von wo sie das Materiallager der Norwegischen Armee in Elvegårdsmoen besetzen sollten. Die deutschen Truppen fanden geringen Widerstand, aber die Entladung ging sehr langsam vor sich, da nur eine kleine Holzpier zur Verfügung stand. Zudem lief die Erich Koellner am frühen Morgen auf Grund und konnte erst nach 8½ Stunden mit Hilfe der Erich Giese wieder abgebracht werden. Ihren Dienst als Wachboot im Ofotfjord musste sie nach kurzer Zeit wieder aufgeben, da sie nicht voll einsatzbereit war. Sie lief nach Narvik, um Reparaturen durchzuführen und aufzutanken. Dort waren inzwischen auch die Wolfgang Zenker und die Erich Giese. Von den drei Booten konnte am 9. April nur die Wolfgang Zenker aus der schon vor den Zerstörern eingetroffenen Jan Wellem betankt werden, da sie vor dem Morgengrauen wieder im Herjangsfjord Station beziehen sollten.
Am frühen Morgen des 10. April überraschten die fünf Zerstörer der britischen 2nd Destroyer Flotilla die Deutschen in Narvik, da die Ablösung der im Wachdienst am Eingang des Ofotfjords eingesetzten Boote nicht ordnungsgemäß durchgeführt worden war. Die Briten torpedierten zwei (Wilhelm Heidkamp, Anton Schmitt) der dort verbliebenen deutschen Zerstörer und beschädigten die drei anderen, ohne selbst ernsthafte Schäden zu erleiden. Als die Briten sich zurückzogen, wurden sie von den aus Ballangen anlaufenden Zerstörern Georg Thiele und Bernd von Arnim angegriffen, die die Hunter außer Gefecht setzten, die nach einer Kollision mit der Hotspur sank. Dann griffen auch die drei Zerstörer der 4. Zerstörerflottille ein, die alarmiert worden waren. Das Artilleriefeuer beider Seiten war wenig effektiv, da die schlechten Sichtverhältnisse durch Schneeschauer und von den Briten ausgebrachte Rauchschleier verstärkt wurden. Die Erich Giese und die Erich Koellner hatten zudem kaum noch Treibstoff und alle drei bald kaum noch Munition. Fregattenkapitän Bey verzichtete daher auf eine Verfolgung. Zumindest verloren die Briten mit der Hardy noch ein weiteres Boot. Allerdings entdeckten die drei verbliebenen britischen Boote noch die in den Fjord laufende Rauenfels, die sich auf einen Felsen setzte, um einer Kaperung zu entgehen. Damit waren auch die schweren Waffen der deutschen Angreifer und Versorgungsgüter verloren. Die Explosion eines Teils der Munitionsladung der Rauenfels erweckte in Narvik den Eindruck, es könnte noch ein weiterer britischer Zerstörer beim Rückzug explodiert sein.
Bey, der das Kommando über die Zerstörer vom auf der Wilhelm Heidkamp gefallenen Bonte übernommen hatte, wurde am Nachmittag nochmals aufgefordert, mit den seefähigen Booten plangemäß den Rückmarsch nach Deutschland anzutreten. Er lief am Abend mit der inzwischen aufgetankten Erich Giese und der Wolfgang Zenker aus, brach den Ausbruch aber nach weniger als zwei Stunden nahe der Insel Barö ab, da vor ihnen feindliche Seestreitkräfte entdeckt wurden, vermutlich der Kreuzer Penelope mit zwei Zerstörern.
Zu den einsatzbereiten Zerstören gehörte die Erich Köllner am Abend des 10. April nicht, da sie weder aufgetankt war, noch ihre Schäden beseitigt waren. Am 11. April für einsatzbereit gehalten, wurde das Boot als Wachboot zum Eingang des Ofotfjords gesandt. Gegen Mitternacht lief sie erneut auf und machte danach erheblich Wasser, konnte aber nach Narvik zurücklaufen. Da eine Reparatur in Narvik mit den vorhandenen Mitteln nicht möglich war, wurde beschlossen, das Boot nach Tårstad nahe dem Eingang zum Ofotfjord bei Ramnes als schwimmende Batterie zu verlegen. Da bei Tårstad das Wasser zu flach war, um Torpedos einzusetzen, gab die Erich Koellner diese und die Masse ihres Treibstoffs an die Bernd von Arnim und andere Boote ab. Auch 90 Mann der Besatzung wurden an Land gegeben, da sie an Bord nicht benötigt wurden.
Am frühen Morgen des 13. April erfolgte der Großangriff der Royal Navy früher als erwartet mit dem Schlachtschiff Warspite und neun Zerstörern. Wieder wurden die Deutschen überrascht. Die Erich Koellner hatte noch nicht Tårstad erreicht und ihr Kommandant Schulze-Hinrichs entschied sich für einen Ankerplatz bei Djupvik an der Südseite des Fjords. Als die britischen Schiffe auf sie trafen, waren sie durch das Bordflugzeug der Warspite, einem Fairey-Swordfish-Schwimmerflugzeug, bereits gewarnt. Die Erich Koellner eröffnete das Feuer, aber die führenden britischen Zerstörer der Tribal-Klasse erwiderten dies auf kurzer Distanz von 2500 m mit allen Waffen. Auch wurde die Erich Koellner am Bug mit einem Torpedo getroffen. Dazu feuerte die Warspite einige 38-cm-Granaten, die den Zerstörer glatt durchschlugen, ohne zu explodieren.
31 Besatzungsangehörige starben in dem Feuer, weitere 34 wurden erheblich verwundet. Der Kommandant gab den Befehl, das Schiff zu räumen und zu versenken. Die Explosion der eigenen Wasserbomben zerstörten die Erich Koellner auf der Position 68° 24′ 30″ N, 16° 47′ 0″ O, die nicht einen Treffer vor ihrer Zerstörung ins Ziel bringen konnte. 155 Mann einschließlich des Kommandanten wurden von den Norwegern gefangen genommen und blieben bis zu deren Kapitulation in Kriegsgefangenschaft. Einigen der vormals an Land verbrachten 90 Mann gelang die Flucht, gemeinsam mit deutschen Gebirgsjägern, über die verschneiten Berge ins 30 km entfernte schwedische Lappland, während sie von norwegischen Scharfschützen beschossen wurden. Während die Gebirgsjäger weiße Tarnanzüge trugen, boten die Marineleute in ihren dunkelblauen Uniformen leicht-erkennbare Ziele. Nach ihrer Internierung im neutralen Schweden wurden sie in Eisenbahnwagen, bei denen die Fenster verblendet wurden, nach Südschweden gebracht, wo sie von Malmö zum deutsch-besetzten dänischen Kopenhagen übersetzen konnten und von dort in die Heimat zurückkehrten. Das Wrack der Erich Koellner wurde 1963 beseitigt.

## Kommandant
Ihr erster und einziger Kommandant war Korvettenkapitän Alfred Schulze-Hinrichs (1899–1972), später als Kapitän zur See ab März 1945 Kommandant der Seeverteidigung Narvik.